# Tor Nygren
Tor Elias Nygren, född 17 december 1897 i Veddige församling, Hallands län, död 14 april 1989 i Avesta, var en svensk läkare.
Nygren, som var son till landsfiskal Carl Gustaf Nygren och Anna Elisabeth Nygren, blev efter studentexamen 1917 i Halmstad medicine kandidat vid Lunds universitet 1920 och medicine licentiat vid Karolinska Institutet i Stockholm 1924. Han var assistentläkare och extra läkare på Södertälje lasarett 1923, extra läkare där 1924, extra läkare och t.f. andre underläkare på Stocksunds lasarett 1925, extra läkare och t.f. amanuens på Sahlgrenska sjukhusets kirurgiska klinik 1927–1928, amanuens där 1928–1929, andre läkare där 1929–1934, t.f. lasarettsläkare på Smedjebackens lasarett 1934, förste underläkare på Borås lasaretts kirurgiska avdelning 1934–1936, andre underläkare vid medicinska avdelningen 1936–1937, förste underläkare på Gävle lasaretts kirurgiska avdelning 1938, biträdande lasarettsläkare 1938–1939, lasarettsläkare Ljusdals lasarett 1939–1951 samt var lasarettsläkare och styresman vid Avesta lasarett från 1951.